# ティッシュ配り

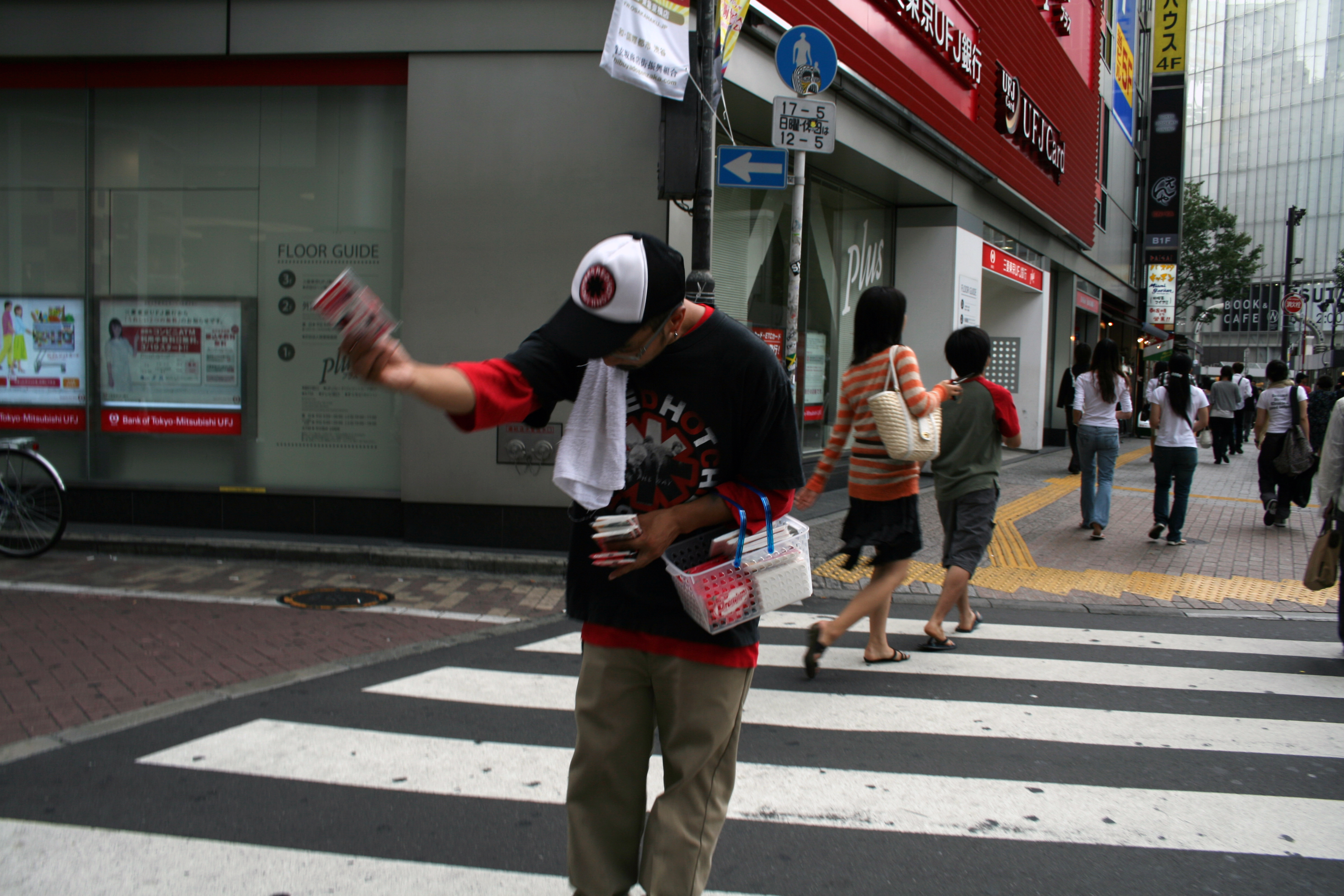
ティッシュ配り

ティッシュ配り（ティッシュくばり、英: Tissue-pack marketing）とは、主に歩道や商店街、駅前の通路などで、商品の販売促進を目的として会社名や商品名が記載されたティッシュを配る活動である。1960年代の日本が起源であり、海外の一部の国ではマーケティング手法としての活用が見られるものの、多くの国ではティッシュ配りの認知度は低い。

## 歴史
ティッシュ配りのマーケティングは、日本で初めて開発された。その起源は1960年代に遡り、紙製品メーカーの明星産商の創業者である森宏が、紙製品の需要拡大を図った構想が始まりとされている。当時、日本で最も一般的な販促品はマッチ箱であった。マッチ箱はしばしば銀行で配布され、家庭の台所で女性に使用されていた。しかし、ガスコンロや使い捨てライターが普及したことにより、マッチの有用性が低くなっていった。森はティッシュがマッチよりも受け入れられることを信じ、ティッシュを折り畳んでポケットサイズに梱包する機械を制作した。この新製品はあくまでも広告の用途で販売され、一般消費者への販売はされなかった。2000年代半ばまでに日本国内で40億個の無料のポケットティッシュが配布され、年間で750億円の売上高があると推定された。だが、そこから数年でティッシュ配りはかなりの衰退を見せ、2010年には明星産商のポケットティッシュ生産量は、6年前の半分以下にまで落ち込んだ。また、広告会社のセレブリックスは、ティッシュ配りを2008年の半分にまで減らした。ティッシュ配りのマーケティング手法が衰退した理由としては、消費者がポケットティッシュを入手可能になったことや、企業による広告宣伝費の削減が挙げられている。そのほかにも、うちわ、ウェットティッシュ、携帯電話の画面拭き、布製のマスクなど、時節に合わせた無料の販促品が増えたことにより、ポケットティッシュの販促品利用も減少していった。
ティッシュ配りのマーケティングは、日本国外への拡がりを見せている。2000年12月には、カナダ、モントリオールでは Promotion Par Main 社によって導入された。また、2005年4月には、カナダのオンタリオ州でも Hold'em Promotions Inc. の創業者が中国での旅行中にティッシュの広告を発見し、ポケットティッシュを販促品として利用した。アメリカでは、日本の商社である伊藤忠商事の子会社、AdPack USA が2005年にニューヨークでティッシュ配りのマーケティングを導入し、今ではアメリカ全土で広告を提供している。2012年、ティッシュ配りマーケティング会社の Adtishoo がイギリスで事業を開始した。

## 道路交通法
道路交通法119条によると、道路の使用は事前に配布道路を監督する所轄の警察署長の許可が必要なので、ティッシュ配りによって逮捕されることもある。